# Marco Antonio Rubio (boxeador)
Marco Antonio Rubio (nacido 16 de junio de 1980) es un boxeador profesional mexicano, que obtuvo el título interino de la WBC en peso mediano en el 2014, y ha sido retador dos veces para el título mundial en peso mediano, en 2009 y 2012.

## Vida personal
Rubio Actualmente reside en la ciudad fronteriza mexicana de la Ciudad Acuña, a través Del Rio, Texas. El sufre de vitiligo.

## Registro de boxeo profesional
| 59 Ganadas (51 KOs), 8 Derrotas, 1 Empate |        |                              |      |               |            |                                                       |                                                               |
| Res.                                      | Récord | Oponente                     | Tipo | Rd., Tiempo   | Fecha      | Localidad                                             | Notas                                                         |
| D                                         | 59–8–1 | Anthony Dirrell              | UD   | 10            | 06-09-2015 | American Bank Center, Corpus Christi, Texas, U.S.     |                                                               |
| D                                         | 59–7–1 | Gennady Golovkin             | KO   | 2 (12), 1:19  | 18-10-2014 | StubHub Center , Carson, California , U.S.            |                                                               |
| G                                         | 59–6–1 | Domenico Spada               | KO   | 10 (12), 1:38 | 05-04-2014 | Gran Estadio, Delicias, México                        | Gana el título interino vacante de la WBC del peso mediano    |
| G                                         | 58–6–1 | Dionisio Miranda             | KO   | 2 (12), 2:44  | 27-07-2013 | Palenque de la Feria, Chihuahua City, México          |                                                               |
| G                                         | 57–6–1 | Marcus Upshaw                | UD   | 12            | 23-03-2013 | Centro de Espectáculos "La Macarena", Uruapan, México |                                                               |
| G                                         | 56–6–1 | Michel Rosales               | TKO  | 11 (12), 1:03 | 22-12-2012 | Auditorio Bicentenario, Morelia, Mexico               | Retiene el título WBF del peso supermediano                   |
| G                                         | 55–6–1 | Carlos Baldomir              | RTD  | 4 (12), 3:00  | 08-09-2012 | Estadio Miguel Alemán Valdés, Celaya, Mexico          | Gana el título vacante WBF del peso supermediano              |
| G                                         | 54–6–1 | Jorge Cota                   | TKO  | 7 (12)        | 30-06-2012 | Auditorio Centenario, Torreón, Mexico                 | Gana el título vacante IBF International del peso mediano     |
| D                                         | 53–6–1 | Julio César Chávez Jr.       | UD   | 12            | 04-02-2012 | Alamodome, San Antonio, Texas, U.S.                   | Por el título de la WBC del peso mediano                      |
| G                                         | 53–5–1 | Matt Vanda                   | TKO  | 5 (10), 2:42  | 16-12-2011 | Mandalay Bay Events Center, Paradise, Nevada, U.S.    |                                                               |
| G                                         | 52–5–1 | Mohammed Akrong              | TKO  | 5 (12)        | 03-09-2011 | Centro de Convenciones, San Luis Potosí City, Mexico  | Gana el título WBC Latino interino del peso mediano           |
| G                                         | 51–5–1 | Ricardo Marcelo Ramallo      | TKO  | 3 (10), 1:36  | 04-06-2011 | Auditorio Centenario, Gómez Palacio, Mexico           |                                                               |
| G                                         | 50–5–1 | David Lemieux                | TKO  | 7 (12), 2:36  | 08-04-2011 | Centre Bell, Montreal, Quebec, Canadá                 |                                                               |
| G                                         | 49–5–1 | Wilson Santana               | TKO  | 8 (12), 0:45  | 01-01-2011 | Auditorio Centenario, Torreón, México                 | Gana el título vacante WBC Latino del peso supermediano       |
| G                                         | 48–5–1 | José Luis Zertuche           | TKO  | 6 (12), 1:16  | 21-08-2010 | Inforum, Irapuato, Mexico                             | Retiene el título WBC Latino del peso mediano                 |
| G                                         | 47–5–1 | Samuel Miller                | UD   | 12            | 12-06-2010 | Auditorio Centenario, Gómez Palacio, México           | Gana el título vacante WBC Latino del peso mediano            |
| G                                         | 46–5–1 | Jaison Palomeque             | TKO  | 2 (10), 1:55  | 20-03-2010 | The City Discothèque, Cancún, Mexico                  |                                                               |
| G                                         | 45–5–1 | Rigoberto Álvarez            | TKO  | 9 (12), 1:32  | 16-01-2010 | Gimnasio Auditorio Centenario, Gómez Palacio, México  | Gana el título vacante WBC Latino del peso mediano            |
| G                                         | 44–5–1 | José Miguel Rodríguez Berrio | TKO  | 1 (12)        | 31-10-2009 | Gimnasio Auditorio Centenario, Gómez Palacio, México  | Gana el título vacante WBC Latino del peso mediano            |
| D                                         | 43–5–1 | Kelly Pavlik                 | RTD  | 9 (12), 3:00  | 21-02-2009 | Chevrolet Centre, Youngstown, Ohio, U.S.              | Por los títulos WBC, WBO, The Ring, y lineal del peso mediano |